# Caravela (Sektor)
Caravela ist ein Verwaltungssektor von Guinea-Bissau. Er hat eine Fläche von 1160 km² und 4263 Einwohner (Stand 2009).
Der Sektor liegt im Bissagos-Archipel, seit 1996 eingetragenes Biosphärenreservat der UNESCO. Er besteht aus einer Reihe Inseln mit der namensgebenden Hauptinsel Caravela.
In der traditionell matriarchisch geprägten Gesellschaft ist die Frau das entscheidende Familienoberhaupt. Die Gesellschaft ist animistischen Glaubens und stark den überlieferten Traditionen verpflichtet.

## Wirtschaft und Verkehr
Die Lebensgrundlage basiert auf traditionell betriebenem Fischfang und dem Ernten von natürlich bewässertem Reis, Cashew, Erdnüssen u. a.
Der Tourismus ist hier noch im Aufbau begriffen, wichtigste Anziehungspunkte sind die als intakt geltende Natur und die nach alten Traditionen lebende Bevölkerung, zudem sind die weißen Sandstrände zu nennen.
Der Sektor verfügt über zwei Flugplätze:
- Flugplatz Caravela, ICAO-Code GGCV
- Flugplatz Formosa, ICAO-Code GGFO

## Gliederung
Der Sektor Caravela besteht aus fünf Insel:
- Caravela (Hauptinsel)
- Carache
- Maio
- Ponta (Nago)
- Formosa

Dazu kommen unbewohnte Inseln (u. a. Enu) und Eilande.
Bis 2004 gehörten weitere Inseln zum Sektor Caravela, insbesondere Uno, Unhacomo, Unhocomozinho und Uracane.
 Seit 2004 gehören sie zum damals neu geschaffenen Sektor Uno.